# Península de Seward

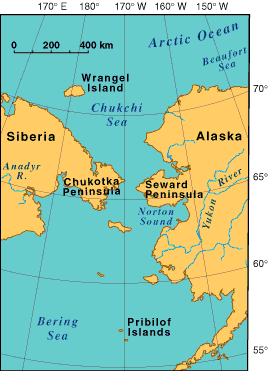
Mapa da Beringia mostrando a Península de Seward.

A península de Seward (em inglês:  Seward Peninsula) é uma grande península da costa ocidental do Alasca, com cerca de 320 km de comprimento por 145 a 225 km de largura, no mar de Bering, entre o Norton Sound, o estreito de Bering, o mar de Chukchi e o Kotzebue Sound, a norte do Círculo Polar Árctico. 
A extremidade oeste da península é o cabo Príncipe de Gales, o ponto mais ocidental da América. Este cabo fica a apenas 84 km do cabo Dezhnev, o ponto continental da Sibéria mais a oriente.
A península deve o seu nome a William H. Seward, que foi Secretário de Estado que negociou a compra do Alasca da Rússia em 1867.
A península é escassamente habitada. A maior localidade é Nome, com 3505 habitantes.